# Ruschia acocksii
Ruschia acocksii är en isörtsväxtart som beskrevs av L. Bol. Ruschia acocksii ingår i släktet Ruschia och familjen isörtsväxter. Inga underarter finns listade i Catalogue of Life.